# Neoseiulus umbraticus
Neoseiulus umbraticus är en spindeldjursart som först beskrevs av Chant 1956.  Neoseiulus umbraticus ingår i släktet Neoseiulus och familjen Phytoseiidae. Inga underarter finns listade i Catalogue of Life.